# Мелвилл, Эндрю
Эндрю Ме́лвилл (англ. Andrew Melville; 1 августа 1545 — 1622) — шотландский богослов и религиозный реформатор, один из основателей пресвитерианской церкви.

## Молодые годы
Эдрю Мелвилл был младшим сыном Ричарда Мелвилла, небогатого шотландского дворянина, чье имение находилось в графстве Ангус, близ города Монтроз. Рано потеряв отца, павшего в битве при Пинки в 1547 году, Эндрю воспитывался своим старшим братом Ричардом (1522—1575). После обучения в начальной школе в Монтрозе, Мелвилл стал изучать древнегреческий язык под руководством одного из французских преподавателей, приглашенных в Шотландию для улучшения системы образования. Поступив позднее в Сент-Эндрюсский университет Эндрю Мелвилл удивлял профессоров уровнем своего владения древнегреческим языком и заслужил по окончании университета репутацию «лучшего поэта, философа и знатока греческого в Шотландии».
В 1564 году Мелвилл переехал во Францию, где окончил курс восточных языков в Парижском университете и гражданского права в Пуатье. В 1568 году он переехал в Женеву, где стал преподавателем гуманитарных наук в университете и сблизился с лидерами Реформации кальвинистского толка.

## Возвращение в Шотландию
В 1574 году Мелвилл вернулся в Шотландию, где был назначен директором Университета Глазго. К моменту назначения Мелвилла этот университет находился в полном упадке, а количество студентов было незначительным. Новому директору удалось реформировать систему образования, создать новые кафедры языков, науки, философии и богословия. Вскоре университет вновь обрел популярность, в него стали стекаться студенты со всех концов страны. Авторитет Мелвилла необычайно возрос. В 1580 году Мелвилл стал директором Сент-Эндрюсского университета, который также под его руководством превратился во влиятельное учебное заведение. Под началом Мелвилла проходило обучение новое поколение шотландского духовенства, что во многом определило его необычайный авторитет, а также быстрое распространение его идей среди шотландских протестантов.
Не написав ни одной книги по богословию или философии, Мелвилл тем не менее приобрел репутацию одного из отцов-основателей шотландской пресвитерианской церкви. Влияние Мелвилла объяснялось его преподавательской и организационной деятельностью в университетах и логичностью его философских построений, оказавшихся в русле общего развития шотландской религиозной мысли.

## Идеология Мелвилла
К моменту возвращения Мелвилла Реформация в Шотландии окончательно одержала победу. Официальной религией страны стало протестантство, причем в версии близкой к англиканской церкви. Епископальная организация продолжала существовать, треть церковных доходов изымалась государством. Мелвилл выступил с новой, более радикальной протестантской идеологией, выработанной за годы жизни в Женеве, центре кальвинизма. Он заявил, что для обеспечения чистоты веры, необходимо полностью ликвидировать епископат и должности суперинтендантов. Вместо них должны были быть созданы коллегиальные органы управления церковными округами — пресвитерии, которые должны состоять из пасторов приходских церквей, докторов богословия и старейшин-пресвитеров — избираемых пожизненно авторитетных мирян, служащих связующим звеном между прихожанами и духовенством. Кальвинистская идея о ненужности посредника в виде священника для общения с Богом нашла своё отражение в идее непосредственного участия мирских лиц в церковной организации. Пресвитерианская система управления, предложенная Мелвиллом, быстро получила признание среди шотландских протестантов. По всей стране начали создаваться пресвитерии, которые узурпировали власть епископов.
Еще более глобальное значение имела предложенная Мелвиллом теория «двух царств». По мысли реформатора, церковь и государство представляют собой две совершенно самостоятельные друг от друга системы. Поэтому государство должно быть полностью отстранено от вмешательства в дела церкви: пресвитерии и генеральные ассамблеи шотландской церкви должны были избираться без всякого участия государственной власти, все церковные доходы должны оставаться в распоряжении церкви, ни король, ни парламент, ни какие-либо иные органы государственной власти не должны иметь никакой компетенции в церковных делах. В свою очередь духовенство также отказывалось от участия в государственной администрации. Однако, поскольку пасторы выводились из судебной власти государства, а от каждого гражданина страны требовалось беспрекословное подчинение пресвитерианской церкви, на практике теория «двух царств» означала доминирование церковной власти.

## Участие Мелвилла в политике
Естественно, что предложения Мелвилла встретили сопротивление со стороны официальных властей шотландского государства и церкви. Даже регент Мортон (1572—1580), много сделавший для утверждения в стране протестантства, отказывался принять пресвитерианское устройство, лишающее государство всякого контроля над церковью. По высказыванию Мортона, «в Шотландии никогда не наступит спокойствие, пока не будет повешена полдюжины таких людей как Мелвилл». Еще более непримиримую позицию заняло правительство графа Аррана (1583—1585): Мелвилл был обвинен в измене и был вынужден в 1584 году эмигрировать в Англию, в Шотландии введены так называемые «Чёрные акты», законы, направленные против пресвитерианских преобразований.
После падения Аррана в 1585 году Мелвилл вернулся на родину и возобновил преподавательскую деятельность в Сент-Эндрюсском университете, а в 1590 году был избран ректором этого учебного заведения. Король Яков VI, проводя политику «среднего пути», воспринял (с оговорками) пресвитерианскую доктрину и не препятствовал постепенному росту влияния пресвитериев, которые почти полностью вытеснили епископов из сферы церковного управления. В 1596 году состоялась знаменитая встреча короля и Мелвилла, в ходе которой реформатор убеждал Якова VI, что тот является просто «глупым вассалом Господа» и должен во всех вопросах подчиняться церкви.
Усиливающиеся претензии пресвитерианской церкви на верховную власть в стране вызвали ответную реакцию со стороны государства: под давлением короля в конце 1590-х была введено обязательное согласие монарха на назначение пасторов в крупнейшие приходы, восстановлена государственная юрисдикция в церковных вопросах, началось возрождение епископальной власти. В 1599 году Мелвилл был смещен с поста ректора Сент-Эндрюсского университета.
Окончательный разрыв между королём и лидером пресвитериан произошел уже после восшествия Якова VI на престол Англии, в 1606 году: Мелвилл и ещё семь пресвитерианских богословов были приглашены в Лондон для консультаций с королём. Во время переговоров Мелвилл выступил со страстной речью против юрисдикции государства над пасторами и потребовал свободных выборов в генеральную ассамблею церкви. Более того, он позволил себе огласить едкую эпиграмму на англиканский порядок богослужения, принятый при королевском дворе Англии и обвинил архиепископа Кентерберийского в папизме. В результате Мелвилл был арестован и заключен в Тауэр, где он пробыл до 1611 года. После освобождения основатель пресвитерианской церкви покинул страну и обосновался в Седане, где до самой своей смерти преподавал в местном университете.